# Albert Lunde
Albert Lunde (né le 26 novembre 1877 à Vanse, près de Farsund en Norvège, et mort le 30 janvier 1939 à Oslo) est un prédicateur laïc revivaliste et un écrivain norvégien. Il a vécu et prêché aux États-Unis, en Norvège et dans les autres pays scandinaves. Il est président de l'Evangelisk Orientmisjon (Mission orientale évangélique norvégienne) de 1917 à 1937. Orateur percutant, il est à l'origine d'un réveil chrétien en Scandinavie au début du XXe siècle,. 

## Biographie

### Jeunesse
Albert Lund est né dans le foyer de Tønnes Andreassen Bjørnestad Lunde (1832-1918), un marin-pêcheur devenu plus tard fermier, et d'Oline Regine Johannesdatter Kråga Hansen (1857-1926). Il est l'aîné de 13 enfants. Le foyer est chrétien et la parole de Dieu est enseignée à la maison. À l'école primaire, Lunde s'est avéré être un élève talentueux. Il voulait poursuivre ses études mais, à peine entré au collège, il a dû y mettre fin et prendre un emploi car son père est tombé malade. À 17 ans, il veut naviguer. Sa mère lui permet d’aller en Amérique auprès de sa tante à Chicago,.

### Expérience américaine
Albert Lunde arrive aux États-Unis en 1895. Il obtient un emploi dans une usine de chaises à Chicago. Il assiste à une réunion de l'Armée du Salut. Sur ces entrefaites, il attrape la fièvre typhoïde et le médecin l'avertit qu'il n'a plus que peu de temps à vivre, et fait prévenir ses proches. C'est alors que deux amis lui rendent visite et prient pour sa guérison. Miraculeusement, il survit. Il est immédiatement confronté à un autre problème : il ne sait pas comment payer la facture de ses  7 semaines d'hôpital. Nouveau miracle : un ami paye la facture pour lui. 
Albert Lunde, qui a perdu son emploi, a alors l'occasion de s'engager dans la marine américaine car les États-Unis entrent justement en guerre contre l'Espagne. Pendant ses longs mois de navigation, il passe tout son temps libre à lire la Bible. En 1899, à Boston, il entend le célèbre prédicateur Dwight L. Moody qui appelle les jeunes au service du Seigneur. Après avoir aussi entendu le prédicateur britannique Campbell Morgan, Lunde décide de suivre son exemple. Il peut quitter la Marine avant la fin de son contrat en novembre 1900, et, un prédicateur de l'Évangile étant demandé au Dakota, il s'y rend après 14 jours de formation et y travaille auprès des immigrants norvégiens,.

### Évangélisation en Norvège
En 1901, Lunde revient en Norvège après 6 ans passés en Amérique. Il commence à tenir des réunions d'évangélisation à son domicile à Vance, puis il pousse jusqu'à Stavanger, Egersund et Songdal. A plusieurs reprises, les réticences des pasteurs font qu'on ne lui permet pas d'utiliser l'église, mais les pasteurs changent vite d'avis quand ceux-ci voient la foule se presser pour entrer dans des locaux trop petits. Lunde entretient d'ailleurs de bons contacts avec l'Église de Norvège et des pasteurs bien connus tels que T. Rettedal, S. Modalsl et L. Hope. En 1903, il retourne quelques mois en Amérique en tant que partenaire de travail du pasteur L. Johnsen à New Haven. C'est là qu'il rencontre sa future épouse, Martha Wold (née en 1883), fille de l'industriel Axel Wold (née en 1854) et d'Axeline Ellingsen (née en 1864). Ils se marient en 1904 et rentrent en Norvège la même année.
En 1905, Lunde entreprend de prêcher à Kristiania (Oslo). Il ne peut tout d'abord louer de grands locaux, mais peut s'offrir le théâtre Tivoli. Le rédacteur en chef du quotidien Morgenbladet, présent lors de la première réunion, publie un article élogieux qui fait qu'il peut immédiatement louer la Calmeyer Street Mission, la plus grande salle du pays, avec une capacité de 5 000 auditeurs. Celle-ci est pleine dès la première réunion. Des pasteurs et des dirigeants de diverses organisations aident Albert Lunde avec le plein soutien de l'évêque (luthérien) d'Oslo Anton Christian Bang (en). Celui-ci, ainsi que le pasteur Gustav Jensen (en) et de nombreux autres pasteurs de la capitale assistent en personne aux réunions.
Lunde était considéré comme un gagneur d'âmes. Ses prêches étaient basés sur la Bible, mais il faisait souvent appel à sa propre expérience. À la différence de beaucoup de prédicateurs de son époque, il n'était pas complaisant, et ne faisait pas de grands gestes, mais touchait par sa chaleur et sa conviction. Il tenait des réunions de suivi pastoral chaque fois que possible.
En 1910, la Société évangélique est fondée, avec Lunde comme secrétaire. Elle est ouverte à tous les chrétiens qui professent, indépendamment de leur affiliation à l'église ou de leur baptême. En 1913, les réunions ont été déplacées au 20 avenue Møllergata à Oslo, donc vraisemblablement à la Maison du peuple (Folkets hus). En été, les réunions ont lieu sous une grande tente à Majorstuen, qui compte 2 000 places. L'association a depuis pris le nom de l'Assemblée évangélique et, en 1986, la congrégation a emménagé dans son nouveau bâtiment à Majorstuen.

### Tournées en Scandinavie
Lunde a ensuite prêché dans toute la Scandinavie, et ses collections de sermons ont été publiées dans de nombreuses éditions. 
- Il est en 1906 à Stockholm. Les plus grandes églises de la ville lui ont été ouvertes. Il a été invité à plusieurs reprises au domicile du prince Oscar Bernadotte, avec qui il forme un lien spirituel étroit. Le prince participe activement aux réunions. Des conférences ont également eu lieu à Södertälje.
- Au Danemark, les réunions à Copenhague ont commencé en 1910. Pendant ses séjours, Lunde réside avec la famille du comte Moltke[1].
- Albert Lunde est invité en Finlande en 1911 par Arthur Malin, le secrétaire national des YMCA. Bien qu'il ait craint de parler par l'intermédiaire d'un interprète, Lunde remplit là aussi les plus grandes églises. Lund a été aidé par plusieurs pasteurs qui seront nommés évêques par la suite comme Erkki Kaila (en), Aleksi Lehtonen (en) ou Lauri Ingman. Ce dernier est à l'époque professeur de théologie pratique, il deviendra archevêque de Turku et premier ministre. Il donnait en exemple les sermons de Lunde à ses étudiants. L'architecte Karl August Wrede et le baron Paul Nicolay[4] prêtent aussi main-forte à Lunde pendant leurs loisirs. L'impact de ces réunions est fort dans beaucoup de vies. C'est le cas de Urho Muroma (fi), qui deviendra un évangéliste leader du mouvement de réveil ou même du vieil archevêque Gustaf Johansson (en), ou encore du futur président finlandais Lauri Relander. Converti par Albert Lunde en 1912, il l'a toujours reconnu comme son père spirituel, me^me en voyage officiel (au roi Haakon VII de Norvège qui lui demandait s'il souhaitait rendre visite à quelqu'un, Relander répondit qu'il voulait rencontrer Lunde). Albert Lunde est revenu en Finlande en 1913 et, très affaibli, une dernière fois en 1937[3].

### Autres activités et fin de vie
Albert Lunde a été président de la mission norvégienne en Chine à partir de 1917. En 1921, il est devenu membre du Conseil missionnaire norvégien et a assisté à une conférence missionnaire en Amérique. En quelques semaines, il a tenu 120 réunions. En 1928, il était délégué à la Conférence missionnaire de Jérusalem. Il a soutenu activement le Groupe d'Oxford, qui est venu en Norvège en 1934, et qui a également atteint les couches supérieures de la société avec un renouveau chrétien et moral.
La charge de travail et les longs voyages d'Albert Lund étaient lourds pour sa santé. Il est décédé à Oslo à l'âge de 62 ans en janvier 1939. 
Son épouse Martha Lunde publie dès 1939 un mémoire sur la vie de son mari, Albert Lunde - Minner fra Hans liv « Albert Lunde, souvenirs de sa vie »,.

## Œuvres
Albert Lunde est l'auteur d'une quinzaine d'ouvrages en suédois, danois et norvégien, dont plusieurs recueils de ses sermons. Une dizaine de ces titres est traduite en finnois. 